# 메리 W. 잭슨

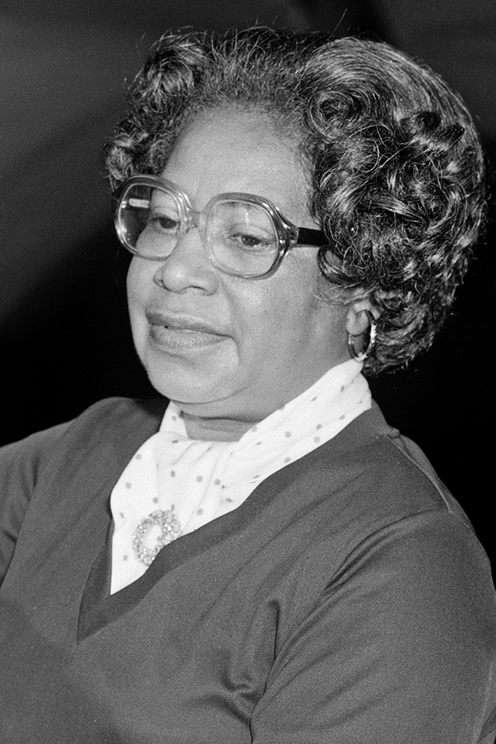

메리 W. 잭슨(영어: Mary W. Jackson, 1921년 4월 9일 – 2005년 2월 11일)은 NASA 최초의 흑인 여성 엔지니어였다. 그는 1951년 NASA 전신인 국가항공자문위원회(NACA)에서 경력을 시작했다. 이후 인종 및 여성차별의 편견을 뚫고, NASA 최초의 흑인 여성 엔지니어가 되었다. NASA에서 근무하는 동안 잭슨은 항공우주 공학자이자 수학자로서 명성을 얻었고, 흑인과 여성의 권익 향상 활동을 했다. 그는 1985년 NASA에서 은퇴한 이후, 2005년 83세의 나이로 세상을 떠났다.

## 생애
잭슨은 버지니아주 햄프턴에서 태어나 대학에서 수학과 물리학을 전공했다.

## 인물을 소재로 한 대중문화 작품
그와 함께 NASA에서 우주 개발에 기여한 수학자 캐서린 존슨, 프로그래머 도로시 본(Dorothy Johnson Vaughan) 등 흑인 여성 3명의 이야기가 흑인 여성 작가 마고 리 셰털스(Margot Lee Shetterly)에 의해 논픽션으로 출간되었다. 같은 해 12월 셰털스가 총괄 제작자로 참여한 동명의 영화 히든 피겨스가 개봉되었다.

## 기념
NASA는 3명 흑인 여성 엔지니어의 공로를 기려 2017년 버지니아주 페어몬트 연구시설 명칭을 캐서린 존슨의 이름을 붙여 개칭했고, 2019년 워싱턴DC 본부 건물 앞 도로명을 '히든 피겨스 웨이'로 바꿨다. 2020년 NASA는 메리 W. 잭슨의 이름을 따 워싱턴DC 본부 명칭을 '메리 W. 잭슨 헤드쿼터'로 명명할 계획임을 밝혔다.